# Файгород
Файгород (укр. Файгород) — посёлок, входит в Крыжопольский район Винницкой области Украины.
Население по переписи 2001 года составляло 101 человек. Почтовый индекс — 24624. Телефонный код — 4340. Занимает площадь 0,61 км². Код КОАТУУ — 521985509.

## Местный совет
24624, Вінницька обл., Крижопільський р-н, с. Вільшанка, вул. Тельмана, 13, тел. 2-95-31; 2-95-42  (укр.)